# Ghimpați
Ghimpați est une commune roumaine située dans le județ de Giurgiu.